# جبل حفيت
جبل حفيت جبل تابع لسلسلة جبال الحجر، يقع جبل حفيت في الحدود بين سلطنة عمان ودولة الإمارات حيث يتبع لسلطنة عمان الثلثان الشرقي والجنوبي الغربي أما الجزء الشمالي فيتبع لدولة الإمارات. يرتفع جبل حفيت 1,240 متر فوق سطح البحر. ويقع إلى الجنوب مباشرة من مدينة العين راسماً الحدود بين الإمارات وسلطنة عمان. من الأسفل يبدو الجبل للناظر مثل «حوت على الشاطئ» حسب وصف ويلفريد ثيسيجر في كتابه الرمال العربية.
ترتفع قمة جبل حفيت 1240 متراً فوق سطح البحر لتحتل المركز الأول من حيث الارتفاع في إمارة أبو ظبي والمركز الخامس في الإمارات العربية المتحدة بعد جبل جيس وجبل مبرح وجبل الرحبة وجبل الاحقب على التوالي. وقد اكتُشفت في محيطه آثار مهمة تمثل جزءاً أساسياً من حل لغز التاريخ القديم لهذه المدينة. كما اكتشف عند سفح جبل حفيت أكثر من 500 مدفن أثري يعود تاريخها إلى ما يزيد على 5000 سنة.

## جيولوجيا
يتكوّن الجبل من صخور رسوبية «الحجر الجيري» ويوضح معلم جيولوجي وهو طية محدبة. تعتبر صخور جبل حفيت شديدة الانحدار تعرّضت لعوامل النحت والتعرية على مدى ملايين السنين. لحفيت العديد من التشققات التي تحتوي في طياتها على العديد من الأحافير، يمكن للباحث في هذه المنطقة العثور على أحافير بحرية مختلفة كالمرجان والسرطانات.  يعبر جبل حفيت نظام من الكهوف، والذي لا يزيد اشدها عن 150 م (490 قدم). في الكهوف توجد صواعد ونوازل كهفية محفورة ومحفوظة جيدا. عند سفح جبل حفيت تقع منطقة ينابيع حارة وبحيرة «المبزرة الخضراء». إلى الشمال الشرقي يوجد أكبر واد للجبل «وادي التربات».

## الحياة الفطرية
الجبل (ولا سيما في وادي التربات) هو موطن لأنواع مهددة بالانقراض من النباتات والحيوانات. تعتبر كهوف جبل حفيت موطن طبيعي لمجموعة واسعة من الحيوانات، بما في ذلك الخفافيش والثعالب والثعابين والقوارض. وجد في المنطقة سحلية Acanthodactylus opheodurus ، التي كانت تعتبر حتى عام 1982 منقرضة في الإمارات العربية المتحدة. قامت دراسة بحصر 119 نوعًا من الطيور. و 200 من الحشرات، و 23 من الفراشات. مؤخرا عُثِر أيضا على الطهر العربي.

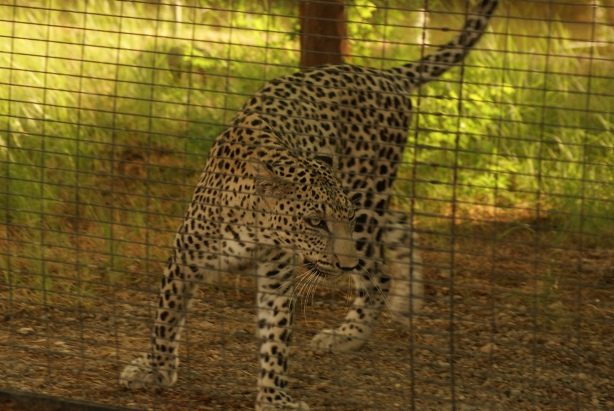
نمر عربي في الاسر، حديقة حيوانات العين.

في عام 1949، ذكر ويلفريد ثيسيجر في كتابه الرمال العربية أنه رأى نمرا عربيا (والذي يعتبر منقرضا  في البرية) في سفوح الجبل. في عام 1976 ذكر هيلير أصابت أحد النمور بالرصاص، كما زعم رؤية أخر في عام 1993. ربما انقرض النمر العربي من البرية الآن، لكنه لا يزال  يكاثر بالمحميات. مؤخرا تم إطلاق عدد من الوبر الصخري في منطقة الجبل ليكون بمثابة فريسة لباقي الحيوانات اللاحمة لآلا يكون مصيرها الانقراض بسبب العامل البشري المهلك للمنطقة.

## آثار

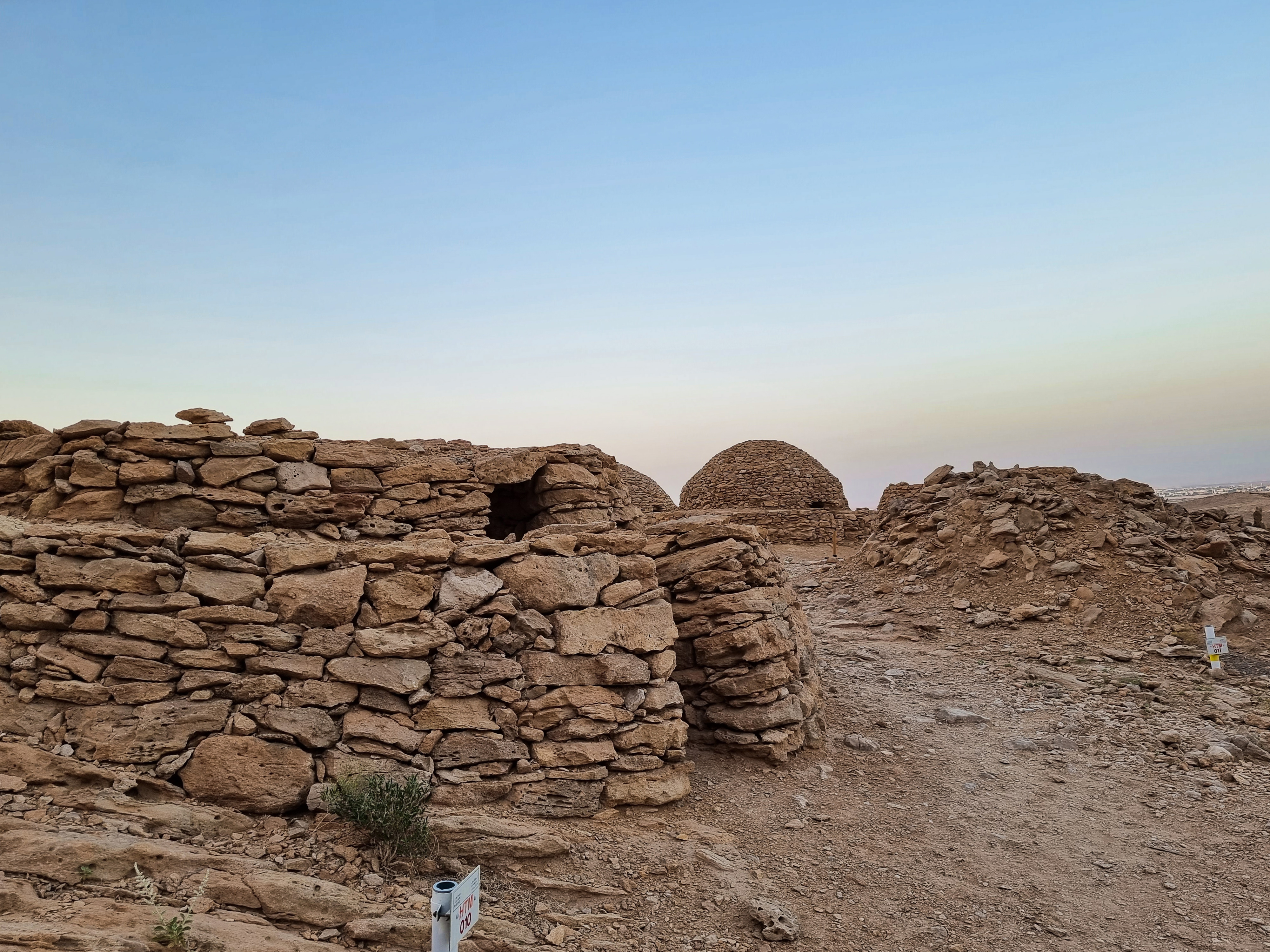
مدافن جبل حفيت

في سفوح الجبل، عُثِر على 500 مقبرة من العصر البرونزي المبكر (ما بين 3200 و 2600 قبل الميلاد). اكتشفت هذه المقابر أولا في عام 1950. قامت بعثة من علماء الآثار الدنماركيين عام 1959 بأعمال تنقيب نتج عنها العثور على غالبية الآثار. من الآثار أواني خزفية وأدوات نحاسية. في حين أن القبور في الجانب الشمالي قد دمرت جزئيا من قبل مشاريع البناء، تمت المحافظة على المقابر الجنوبية. عثر في بعض المقابر على هياكل عظمية. عُثِر أيضا على زينة برونزية ولؤلؤ. الأشياء الأخرى الموجودة في المدافن تشمل السيراميك من بلاد الرافدين والتي تشهد على علاقات تجارية قديمة. بسبب قيمتها الأثرية والتاريخية، تم إدراج «حديقة الصحراء والمقابر» (والتي تشمل جبل حفيت) على قائمة مواقع التراث العالمي لليونسكو.

## طريقة بناء المدافن

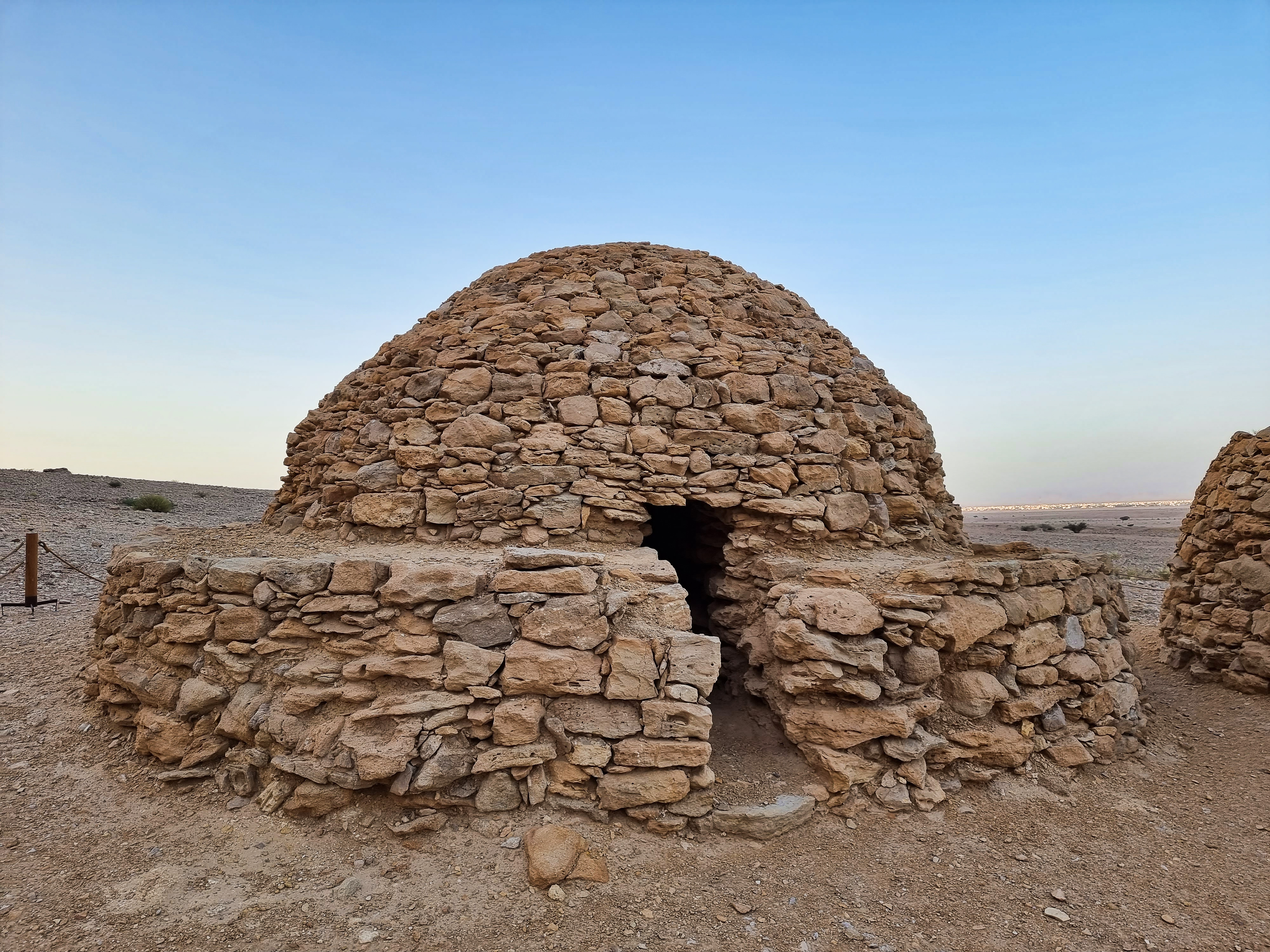
مدافن جبل حفيت

يتكون المدفن من غرفة مقببة دائرية أو بيضوية الشكل بعرض من مترين حتى ثلاثة أمتار، نم استخدام الصخور المحلية الخام في البناء وأخرى تم تقطيعها بشكل غير دقيق، يحيط بالغرفة جدران بارتفاع من ثلاثة إلى أربعة أمتار، تميل الجدران باتجاه الداخل تدريجياً مشكلةً القبة. تعتبر هذه المدفن ضيقة وتقتصر على رفات شخصين إلى خمسة أشخاص على عكس مدافن أم النار التي جاءت في في حقبة لاحقة وتتسع لمئات الرفات.

## شارع جبل حفيتا

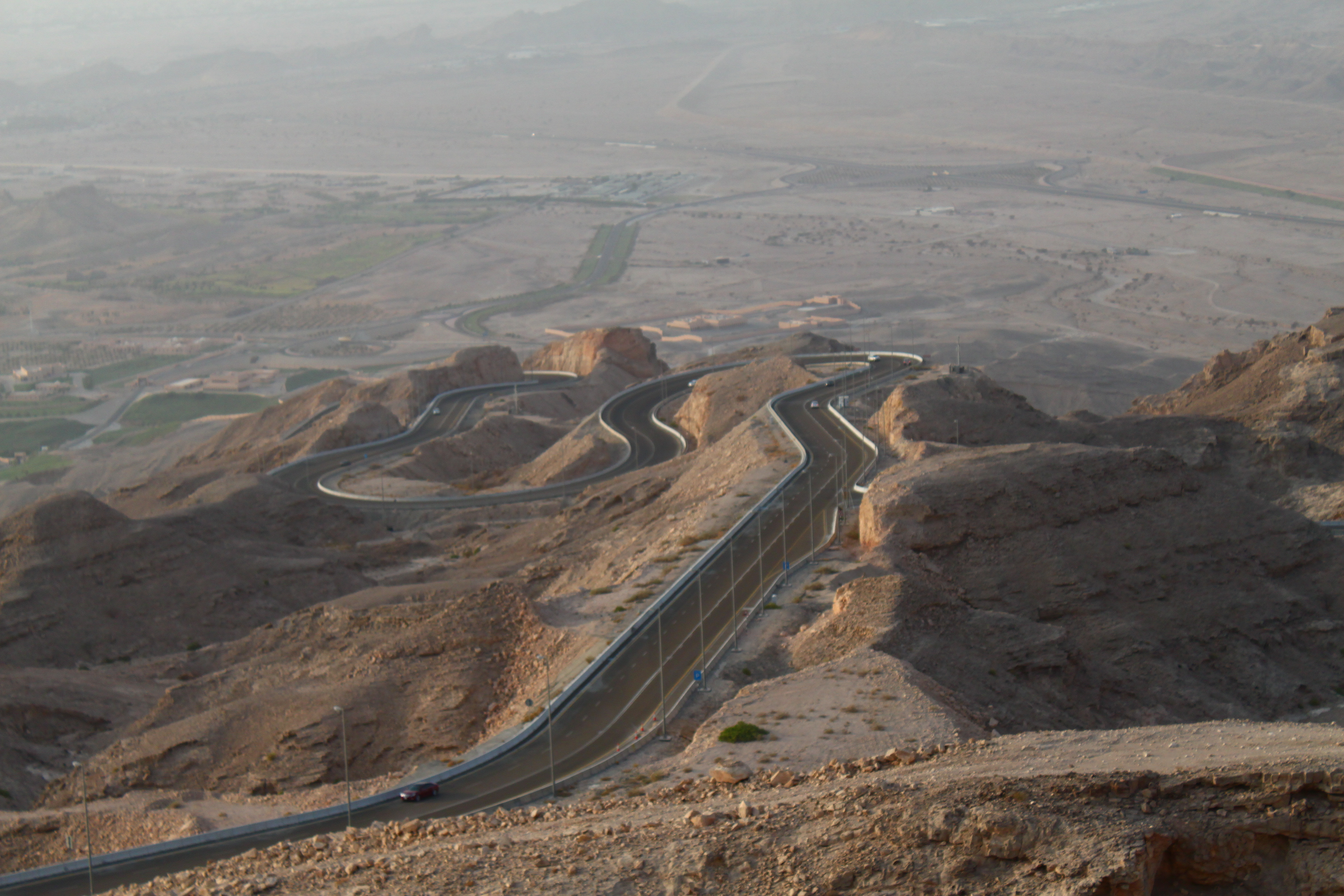
شارع جبل حفيت

بني شارع جبل حفيت في عام 1980 من قبل شركة Strabag International of Cologne الألمانية، يمتد الشارع لمسافة 11.7 كم (7.3 ميل)  إلى قمة الجبل الذي يبلغ 1200 م (3,900 قدم). الشارع مكون من ثلاث ممرات (تسلقان ونزول واحد) و 60 منحنا. سمي بأعظم طريق للقيادة في العالم بواسطة موقع Edmunds.com. على القمة يوجد فندق مملوك لسلسلة الفنادق الفرنسية ميركيور وقصر للاسرة الحاكمة بالإضافة لمطعم ومحل بقالة. على طول الطريق، قامت البلدية ببناء مواقف وحدائق للزوار تمكنهم من رؤية كامل مدينة العين.